# Zdenka Marković
Zdenka Marković (10. ledna 1884 Požega – 14. listopadu 1974 Záhřeb) byla chorvatská učitelka, spisovatelka a překladatelka.

## Životopis
Narodila se v rodině Petara Markoviće (1856–1900) a Danice roz. Sakač (1862–1952). Měla sestru Jelku Dobronić (1891–1953) a bratra Željka (1889–1974).
Zdenka vystudovala lyceum, poté se věnovala studiu slavistiky, dějin umění a filozofie na Univerzitě v Záhřebu a Univerzitě ve Fribourgu. Učila kratší dobu na několika místech, potom působila na zemské vyšší dívčí škole v Záhřebu.
Napsala řadu menších prací, ve kterých rýsovala plasticky a s jemnou psychologickou vytříbeností život chorvatského lidu zejména v krajích přímořských. Byla stálou spolupracovnicí "Sovremenika", "Domačega Ognjišťa" a "Narodnih Novina". Spolu s Milkou Pogačić horlivě pracovala v hnutí chorvatských žen a redigovala od r. 1911 ústřední list sdružení učitelek Království chorvatsko-slavonského.
Publikovala básně v próze, novely, karikatury a fejetony. Ve svých literárních dílech projevovala náklonnost k lyricko-melancholické náladě při pojednání o dětství a vlasti. Vydala monografie Frangeš Mihanović a Pjesnikinje starog Dubrovnika od sredine XVI do svršetka XVIII stoljeća u kulturnoj sredini svoga vremena, a také díla o poetické a memoárové próze.
Zdenka Markovič byla badatelka a překladatelka polské literatury. Napsala disertační práci o dramatu Stanisława Wyspiańského (1914), mnoho esejů o polské literatuře a také překlady děl Marie Konopnické, Adolfa Dygasińského a Zofie Nałkowské.

## Dílo
- Let (1920)
- Kuća u snijegu (1922)
- Kuća na suncu (1930)
- Prozori moga djetinjstva; Moj bijeg iz grada (1941)
- Frangeš Mihanović (1954), monografije
- Pjesnikinje starog Dubrovnika od sredine XVI do svršetka XVIII stoljeća u kulturnoj sredini svoga vremena (1970), monografije

### V češtině
- Slečna Adrijena – in: 1000 nejkrásnějších novel... č. 77; úvod František Sekanina; přeložil F. Vinko Zíbr. Praha: J. R. Vilímek, 1914